# Эпический театр
«Эпический театр» (нем. episches Theater) — театральная теория драматурга и режиссёра Бертольта Брехта, оказавшая значительное влияние на развитие мирового драматического театра.
Теоретически разработанные Брехтом методы построения пьес и спектаклей: соединение драматического действия с эпической повествовательностью, включение в спектакль самого автора, «эффект очуждения» как способ представить явление с неожиданной стороны, а также принцип «дистанцирования», позволяющий актёру выразить своё отношение к персонажу, разрушение так называемой «четвёртой стены», отделяющей сцену от зрительного зала, и возможность непосредственного общения актёра со зрителем — прочно вошли в европейскую театральную культуру.
Свою теорию, опирающуюся на традиции западноевропейского «театра представления», Брехт противопоставлял «психологическому» театру («театру переживания»), который связывают обычно с именем К. С. Станиславского, именно для этого театра разработавшего систему работы актёра над ролью. При этом сам Брехт, как режиссёр, в процессе работы охотно пользовался и методами Станиславского и коренное различие видел в принципах взаимоотношений между сценой и зрительным залом, в той «сверхзадаче», ради которой ставится спектакль. В последние годы Брехт готов был отказаться от термина «эпический театр», как слишком расплывчатого, но более точного названия для своего театра не нашёл.
Идеи Брехта захватили крупнейших театральных режиссёров второй половины XX века, Жан-Люк Годар перенёс их и в кинематограф; но сформулированные драматургом принципы были рассчитаны на тех, кто, по его словам, «заслуживает звания художника», и наименее продуктивным оказалось буквальное следование его теоретическим эссе.

## История

### Эпическая драма
Ещё не помышлявший о режиссуре молодой поэт Бертольт Брехт начинал с реформы драмы: первая пьеса, которую он позже назовёт «эпической», «Ваал», была написана ещё в 1918 году. «Эпическая драма» Брехта родилась стихийно, из протеста против театрального репертуара того времени, преимущественно натуралистического, — теоретическую базу под неё он подвёл лишь в середине 20-х годов, успев написать уже немалое количество пьес. «Натурализм, — объяснял Брехт много лет спустя, — дал театру возможность создавать исключительно тонкие портреты, скрупулёзно, во всех деталях изображать социальные „уголки“ и отдельные малые события. Когда стало ясно, что натуралисты переоценивали влияние непосредственной, материальной среды на общественное поведение человека, в особенности когда это поведение рассматривается как функция законов природы, — тогда пропал интерес к „интерьеру“. Приобрёл значение более широкий фон, и нужно было уметь показать его изменчивость и противоречивое воздействие его радиации».
Сам термин, который он наполнил собственным содержанием, как и многие важные мысли, Брехт почерпнул у близких ему по духу просветителей: у И. В. Гёте, в частности в его статье «Об эпической и драматической поэзии», у Ф. Шиллера и Г. Э. Лессинга («Гамбургская драматургия»), отчасти и у Д. Дидро — в его «Парадоксе об актёре». В отличие от Аристотеля, для которого эпос и драма были принципиально различными видами поэзии, просветители так или иначе допускали возможность соединения эпоса и драмы, и если по Аристотелю трагедия должна была вызывать страх и сострадание и, соответственно, активное сопереживание зрителей, то Шиллер и Гёте, напротив, искали способы смягчения аффектирующего воздействия драмы: только при более спокойном наблюдении возможно критическое восприятие происходящего на сцене.
Идею эпизации драматического произведения с помощью хора, неизменного участника греческой трагедии VI—V веков до н. э., Брехту также было у кого заимствовать и помимо Эсхила, Софокла или Еврипида: ещё в самом начале XIX века её высказал Шиллер в статье «О применении хора в трагедии». Если в Древней Греции этот хор, комментирующий и оценивающий происходящее с позиции «общественного мнения», был скорее рудиментом, напоминавшим о происхождении трагедии из хора «сатиров», то Шиллер видел в нём прежде всего «честное объявление войны натурализму», способ возвращения поэзии на театральные подмостки. Брехт в своей «эпической драме» развивал другую мысль Шиллера: «Хор покидает узкий круг действия, для того чтобы высказать суждения о прошедшем и грядущем, о далёких временах и народах, обо всём человеческом вообще…» Точно так же «хор» у Брехта — его зонги — значительно расширил внутренние возможности драмы, позволил вместить в её пределы эпическую повествовательность и самого автора.
Новая драма рождалась в послевоенной Германии, в годы тяжелейшего экономического кризиса, обострившего и социальную, и национальную рознь, — в «золотые двадцатые», как иронически называют в Германии это десятилетие. «Золотое время, — вспоминал Стефан Цвейг, — переживало тогда всё экстравагантное, не контролируемое разумом: теософия, оккультизм, спиритизм, сомнамбулизм, антропософия, хиромантия…» В этих условиях для Брехта было принципиально важно восстановить в правах разум, — традиционную драму, «аристотелевскую» (поскольку принципы её построения были сформулированы в «Поэтике» Аристотеля), он отвергал, как взывающую к чувствам.

### От эпической драмы к эпическому театру
На фоне бурных политических событий первой трети XX века театр для Брехта был не «формой отражения действительности», а средством её преобразования; однако эпическая драма трудно приживалась на сцене, и беда была даже не в том, что постановки пьес молодого Брехта, как правило, сопровождались скандалами. В 1927 году, в статье «Размышления о трудностях эпического театра», он вынужден был констатировать, что театры, обращаясь к эпической драматургии, всеми средствами стараются преодолеть эпический характер пьесы, — в противном случае самому театру пришлось бы полностью перестроиться. Пока же зрителям остаётся лишь наблюдать «за борьбой между театром и пьесой, предприятием почти что академическим, требующим от публики… только решения: победил ли театр в этой борьбе не на жизнь, а на смерть, или, наоборот, побеждён», — по наблюдениям самого Брехта, театр одерживал победу почти всегда.

#### Опыт Пискатора
Первым успешным опытом создания эпического театра Брехт считал осуществлённую Эрихом Энгелем в 1925 году постановку неэпического «Кориолана» У. Шекспира; этот спектакль, по словам Брехта, собрал все исходные моменты для эпического театра. Однако для него самого наиболее важным оказался опыт другого режиссёра — Эрвина Пискатора, ещё в 1920 году создавшего в Берлине свой первый политический театр. Живший в то время в Мюнхене и лишь в 1924 году переселившийся в столицу, Брехт в середине 20-х стал свидетелем второго воплощения политического театра Пискатора — на сцене Свободного народного театра (Freie Völksbühne). Так же, как Брехт, но иными средствами Пискатор стремился создавать более широкий фон для локальных сюжетов драм, и в этом ему помогал, в частности, кинематограф. Разместив на заднике сцены огромный экран, Пискатор мог с помощью кадров кинохроники не только расширять временные и пространственные рамки пьесы, но и придавать ей эпическую объективность: «Зритель, — писал Брехт в 1926 году, — получает возможность самостоятельно рассматривать определённые события, создающие предпосылки для решений действующих лиц, а также возможность видеть эти события иными глазами, чем движимые ими герои».
Отмечая в постановках Пискатора определённые недостатки, например, слишком резкий переход от слова к фильму, который, по его словам, просто увеличивал число находящихся в театре зрителей на число остающихся на сцене актёров, Брехт видел и не использованные Пискатором возможности этого приёма: освобождённые киноэкраном от обязанности объективно информировать зрителя, герои пьесы могут высказываться свободнее, а контраст между «плоско сфотографированной действительностью» и произнесённым на фоне фильма словом можно использовать для усиления выразительности речи.
Когда в конце 20-х годов Брехт сам занялся режиссурой, он не пошёл по этому пути, найдя собственные средства эпизации драматического действия, органичные для его драматургии, — новаторские, изобретательные постановки Пискатора, с использованием новейших технических средств, открывали Брехту неограниченные возможности театра вообще и «эпического театра» в частности. Много лет спустя в «Покупке меди» Брехт писал: «Разработка теории неаристотелевского театра и эффекта очуждения принадлежит Автору, однако многое из этого осуществлял также Пискатор, причём совершенно самостоятельно и оригинально. Во всяком случае, поворот театра к политике составлял заслугу Пискатора, а без такого поворота театр Автора вряд ли мог бы быть создан».
Политический театр Пискатора постоянно закрывали, то по финансовым, то по политическим причинам, он возрождался вновь — на другой сцене, в другом районе Берлина, но в 1931 году умер окончательно, и сам Пискатор переселился в СССР. Однако ещё несколькими годами раньше, в 1928-м, эпический театр Брехта отпраздновал свой первый большой, по свидетельствам очевидцев — даже сенсационный успех: когда Эрих Энгель на сцене Театра на Шиффбауэрдамм поставил «Трёхгрошовую оперу» Брехта и К. Вайля.
К началу 30-х годов, как на опыте Пискатора, которого современники упрекали в недостаточном внимании к актёрской игре (на первых порах он и вовсе отдавал предпочтение актёрам-любителям), так и на собственном опыте Брехт, во всяком случае, убедился в том, что новой драме нужен новый театр — новая теория актёрского и режиссёрского искусства.

#### Брехт и русский театр
Политический театр ещё раньше, чем в Германии, родился в России: в ноябре 1918 года, когда Всеволод Мейерхольд поставил в Петрограде «Мистерию-буфф» В. Маяковского. В разработанной Мейерхольдом в 1920 году программе «Театральный Октябрь» Пискатор мог бы найти немало близких ему мыслей.
После прихода нацистов к власти в 1933 году Брехту пришлось покинуть Германию; в эмиграции были написаны лучшие его пьесы, в том числе «Мамаша Кураж и её дети», «Добрый человек из Сычуани», «Жизнь Галилея», «Карьера Артуро Уи», «Кавказский меловой круг», но от театральной практики он оказался оторван. Именно в эти годы, во второй половине 30-х, он разрабатывал теорию «эпического театра». К тому времени Брехт был уже хорошо знаком с русским театральным опытом: в апреле — июне 1930 года в Германии, в девяти городах, включая Берлин, гастролировал мейерхольдовский ГосТиМ, — тогда же Брехт отметил, что в ГосТиМе «существует настоящая теория общественной функции театра». Ещё раньше, в 1923 году, Студия имени Евгения Вахтангова представила немецкой публике лучшие спектакли своего основателя. С другой стороны, Художественный театр, совершавший в 1922—1924 годах гастрольное турне по Европе и США, тоже не обошёл своим вниманием Германию. В дальнейшем Брехт нередко использовал имена русских режиссёров — К. С. Станиславского, В. Э. Мейерхольда и Е. Б. Вахтангова — для обозначения направлений в современном драматическом театре.
В одной из своих записей Брехт определил для себя, в чём состоит прогрессивность каждого из них: метод Станиславского хорош уже тем, что это метод, он предполагает «более интимное знание людей», позволяет показать «противоречивую психику (покончено с моральными категориями „добрый“ и „злой“)», учитывает влияния окружающей среды, помогает достичь естественности исполнения; Вахтангов для Брехта был хорош тем, что для него «театр — это театр», по сравнению со Станиславским — больше композиции, больше изобретательности и фантазии; наконец, в Мейерхольде он ценил именно то, что отрицало Станиславского: «преодоление личного», абстрактность окружающей среды, «акцентирование артистичности». Вахтангов, в представлении Брехта, вобрал в себя методы Станиславского и Мейерхольда как противоречия, при этом был и «самым игровым»: «По сравнению с ним, — писал Брехт, — Мейерхольд напряжён, а Станиславский вял; один — имитация, другой — абстракция жизни». Но тут же добавил: «Если рассматривать диалектически, то Вахтангов — это скорее комплекс Станиславский — Мейерхольд до взрыва, чем синтез после взрыва», — Брехту, который под Мейерхольдом в иных случаях мог подразумевать и Пискатора, нужен был синтез — органичное слияние систем.

## Теория
Теорию «эпического театра», предмет которой, по определению самого автора, составляли «взаимоотношения между сценой и зрительным залом», Брехт дорабатывал и уточнял до конца жизни, однако основные принципы, сформулированные во второй половине 30-х годов, оставались неизменными.
«Аристотелевская» драма, в представлении Брехта, построена таким образом, что всё её действие устремлено к развязке («навстречу катастрофе»), соответственно, именно развязка, и нередко только она одна — не ход действия и тем более не ход мысли автора — вызывает интерес у зрителя. Спектакль, основанный на такой драме, в натуралистическом театре создаёт иллюзию подлинности происходящего на сцене, стремится вовлечь зрителя в действие и заставить его сопереживать; для этого используется метод «вживания»: актёр вживается в образ, зритель — в чувства персонажа, что, по Брехту, исключает возможность критической оценки, для неё «тем меньше остаётся места, чем полнее вживание». Воздействие, таким образом, оказывается основано не на убеждении, а на простом внушении.
Ориентация на разумное, критическое восприятие происходящего на сцене — стремление изменить взаимоотношения между сценой и зрительным залом стало краеугольным камнем теории Брехта, из этой установки логически вытекали и все остальные принципы «эпического театра».

### «Эффект очуждения»
«Если между сценой и публикой устанавливался контакт на основе вживания, — говорил Брехт в 1939 году, — зритель был способен увидеть ровно столько, сколько видел герой, в которого он вжился. И по отношению к определённым ситуациям на сцене он мог испытывать такие чувства, которые разрешало „настроение“ на сцене. Впечатления, чувства и мысли зрителя определялись впечатлениями, чувствами, мыслями действовавших на сцене лиц». В этом докладе, прочитанном перед участниками Студенческого театра в Стокгольме, Брехт объяснял, как работает вживание, на примере шекспировского «Короля Лира»: у хорошего актёра гнев главного героя на дочерей неизбежно заражал и зрителя, — о справедливости королевского гнева судить было невозможно, его можно было только разделять. И поскольку у Шекспира гнев короля разделяет его верный слуга Кент и избивает слугу «неблагодарной» дочери, по её приказу отказавшегося исполнить желание Лира, Брехт спрашивал: «А должен ли зритель нашего времени разделять… гнев Лира и, внутренне участвуя в избиении слуги… одобрять это избиение?» Добиться того, чтобы зритель осудил Лира за его неправедный гнев, по мнению Брехта, можно было только методом «очуждения» — вместо вживания.
«Эффект очуждения» (Verfremdungseffekt) у Брехта имел тот же смысл и то же назначение, что и «эффект остранения» у Виктора Шкловского: представить хорошо знакомое явление с неожиданной стороны — преодолеть таким образом автоматизм и стереотипность восприятия или, как говорил сам Брехт, «просто лишить событие или характер всего, что само собой разумеется, знакомо, очевидно, и вызвать по поводу этого события удивление и любопытство». Вводя в 1914 году этот термин, Шкловский обозначил явление, уже существовавшее в литературе и искусстве, и сам Брехт в 1940 году писал: «Эффект очуждения — старинный театральный приём, встречающийся в комедиях, в некоторых отраслях народного искусства, а также на сцене азиатского театра», — Брехт его не изобрёл, но только у Брехта этот эффект превратился в теоретически разработанный метод построения пьес и спектаклей.
В «эпическом театре», по мысли Брехта, техникой «очуждения» должны владеть все: и режиссёр, и актёр, и в первую очередь драматург. В пьесах самого Брехта «эффект очуждения» мог выражаться в самых разнообразных решениях, разрушающих натуралистическую иллюзию «подлинности» происходящего и позволяющих фиксировать внимание зрителя на важнейших мыслях автора: в зонгах и хорах, намеренно разрывающих течение драмы, в выборе условного места действия — «сказочной страны», как Китай в «Добром человеке из Сычуани», или Индия в пьесе «Человек есть человек», в намеренно неправдоподобных ситуациях и временных смещениях, в гротеске, в смешении реального и фантастического; он мог использовать и «речевое очуждение» — непривычные и неожиданные речевые конструкции, которые приковывали к себе внимание. В «Карьере Артуро Уи» Брехт прибегал к двойному «очуждению»: с одной стороны, история прихода Гитлера к власти превращалась в ней в возвышение мелкого чикагского гангстера, с другой — эта гангстерская история, борьба за трест, торгующий цветной капустой, подавалась в пьесе в «высоком стиле», с подражаниями Шекспиру и Гёте, — Брехт, всегда предпочитавший в своих пьесах прозу, гангстеров заставил изъясняться 5-стопным ямбом. Шекспировские ямбы и пародирование классических образцов Брехт использовал в качестве «очуждения» и в «Святой Иоанне скотобоен».

### Актёр в «эпическом театре»
«Техника очуждения» оказалась особенно сложной для актёров. В теории Брехт не избежал полемических преувеличений, что впоследствии и сам признал в своём основном теоретическом труде — «„Малый органон“ для театра»; во многих статьях он отрицал необходимость вживания актёра в роль, а в иных случаях считал его даже вредным: идентификация с образом неизбежно превращает актёра либо в простой рупор персонажа, либо в его адвоката. Но в пьесах самого Брехта конфликты возникали не столько между персонажами, сколько между автором и его героями; актёр его театра должен был представить авторское — или своё собственное, если оно принципиально не противоречило авторскому, — отношение к персонажу.
...Многие из моих высказываний о театре истолковываются неправильно. Одобрительные отзывы убеждают меня в этом больше всего. Читая их, я чувствую себя в положении математика, которому пишут: «Я вполне согласен с Вами в том, что дважды два пять!»
В «аристотелевской» драме несогласие у Брехта вызывало и то, что характер в ней рассматривался как некий данный свыше набор черт, которые, в свою очередь, предопределяли судьбу; свойства личности представали как «непроницаемые для влияния». Но в человеке, напоминал Брехт, всегда заключены разные возможности: он стал «таким», но мог быть и другим, — и эту возможность актёр также должен был показать: «Если дом рухнул, это не значит, что он не мог бы уцелеть». И то, и другое, по мысли Брехта, требовало «дистанцирования» от создаваемого образа — в противовес аристотелевскому: «Волнует тот, кто сам волнуется, и вызывает гнев тот, кто действительно сердится». По теоретическим работам трудно было представить себе, что получится в результате, и в дальнейшем значительную часть своих эссе Брехту пришлось посвятить опровержениям сложившихся, крайне невыгодных для него представлений об «эпическом театре» — как о театре рассудочном, «обескровленном» и не имеющем прямого отношения к искусству.
В своём стокгольмском докладе он рассказывал о том, как на рубеже 20—30-х годов в берлинском Театре на Шиффбауэрдамм предпринимались попытки создать новый, «эпический» стиль исполнения — с молодыми актёрами, в числе которых были Елена Вайгель, Эрнст Буш, Карола Неер и Петер Лорре, и заканчивал эту часть доклада на оптимистической ноте: «Так называемый эпический стиль исполнения, выработанный нами… сравнительно быстро раскрыл свои артистические качества… Теперь открылись возможности превращения искусственных танцевальных и групповых элементов мейерхольдовской школы в художественные, а натуралистических элементов школы Станиславского в реалистические». На деле всё оказалось не так просто: когда Петер Лорре в 1931 году исполнил в эпическом стиле главную роль в пьесе Брехта «Человек есть человек» («Что тот солдат, что этот»), у многих сложилось впечатление, будто он играл просто плохо. Брехту пришлось в специальной статье («К вопросу о критериях, применимых для оценки актёрского искусства») доказывать, что Лорре на самом деле играет хорошо и те особенности его игры, которые разочаровали зрителей и критиков, не были следствием недостаточной его одарённости.
Лорре несколько месяцев спустя реабилитировался перед публикой и критиками, сыграв в традиционном стиле маньяка-убийцу в фильме Ф. Ланга «М». Однако и для самого Брехта было очевидно: если требуются такие объяснения, что-то не в порядке с его «эпическим театром», — в дальнейшем он многое уточнил в своей теории: отказ от вживания смягчился до требования «не преображаться полностью в действующее лицо пьесы, а, так сказать, оставаться рядом с ним и критически его оценивать». «Формалистической и бессодержательной, — писал Брехт, — неглубокой и неживой будет игра наших актёров, если мы, обучая их, забудем хоть на минуту о том, что задача театра — создавать образы живых людей». И тогда оказалось, что полнокровный человеческий характер невозможно создать без вживания, без способности актёра к «полному вживанию и полному перевоплощению». Но, оговаривался Брехт, на другой стадии репетиций: если у Станиславского вживание в образ было итогом работы актёра над ролью, то Брехт добивался перевоплощения и создания полнокровного характера, чтобы в конечном счёте было от чего дистанцироваться. В интерпретации Питера Брука, «вовлечённость» (вживание) означает полное подчинение текущему моменту, в то время как дистанцирование — это подчинение общему смыслу («сверхзадаче»), и обе ипостаси существуют во взаимодействии.
Дистанцирование, в свою очередь, означало, что из «рупора персонажа» актёр превращался в «рупор» автора или режиссёра, но равным образом мог выступать и от собственного имени: для Брехта идеальным партнёром был «актёр-гражданин», единомышленник, но и достаточно самостоятельный, чтобы внести свою лепту в создание спектакля.
Как отмечал российский театровед Юрий Барбой, для Станиславского и его последователей сценический образ ограничивал присутствие на сцене актёра как носителя определённого мировоззрения, «человека этического». В «театре социальной маски» Мейерхольда личность актёра в лучшем случае выступала наравне с его маской, и в этом отношении он не вполне оторвался от Станиславского. У Брехта же актёр, как правило, играет не маску, а характер, личность актёра входит в непосредственное сопоставление с персонажем и уже поэтому превращается в часть сценического образа, в одно из главных слагаемых спектакля. В теории Брехта, по Барбою, «постоянная вибрация первого и третьего лица и составляет драматургию образа». На практике, однако, всё оказывается сложнее, чем в теории: поскольку брехтовское дистанцирование предполагает сопоставление актёра и персонажа, величины должны быть сопоставимы в определённой сфере. «Актёр Буш и персонаж Галилей, — пишет Барбой, — такому условию соответствуют… оба на наших глазах решают, как каждому из них следовало бы поступить в ситуации Галилея (не один ведь Галилей совершает выбор и предаёт свою цель; Буш-гражданин „примеривает“ на себя и своих современников этот же радикальный выбор)». Когда же это условие отсутствует, дистанцирование не даёт нужного эффекта. В 1953 году во время работы над шекспировским «Кориоланом» в театре «Берлинер ансамбль» был записан показательный диалог между Брехтом и его сотрудником:
П. Вы хотите, чтобы Марция играл Буш, великий народный актёр, который сам — боец. Вы так решили потому, что вам нужен актёр, который не придаст герою чрезмерной привлекательности?

Б. Но всё же сделает его достаточно привлекательным. Если мы хотим, чтобы зритель получил эстетическое наслаждение от трагической судьбы героя, мы должны предоставить в его распоряжение мозг и личность Буша. Буш перенесёт свои собственные достоинства на героя, он сможет его понять — и то, как он велик, и то, как дорого он обходится народу.

### Постановочная часть
Отказавшись в своём театре от иллюзии «подлинности», Брехт, соответственно, и в оформлении считал неприемлемым иллюзорное воссоздание среды, а также всё, что излишне пропитано «настроением»; художник должен подходить к оформлению спектакля с точки зрения его целесообразности и действенности. Вместе с тем Брехт считал, что в эпическом театре художник становится скорее «строителем сцены»: здесь ему порою приходится превращать потолок в движущуюся платформу, заменять пол транспортёром, задник — экраном, боковые кулисы — орхестрой, а иногда и переносить игровую площадку в середину зрительного зала.
Исследователь творчества Брехта Илья Фрадкин отмечал, что в его театре вся постановочная техника изобилует «эффектами очуждения»: условное оформление носит скорее «намекающий» характер — декорации, не вдаваясь в подробности, резкими штрихами воспроизводят только наиболее характерные признаки места и времени; перестройки на сцене могут демонстративно производиться на глазах у зрителей — при поднятом занавесе; действие нередко сопровождается надписями, которые проецируются на занавес или на задник сцены и передают суть изображаемого в предельно заострённой афористичной или парадоксальной форме — или, как, например, в «Карьере Артуро Уи», выстраивают параллельный исторический сюжет; в театре Брехта могут применяться и маски — именно с помощью маски в его пьесе «Добрый человек из Сычуани» героиня превращается в своего двоюродного брата.

#### Музыка в «эпическом театре»
Музыка в «эпическом театре» с самого начала, с первых постановок пьес Брехта, играла важную роль, причём до 1928 года Брехт сочинял её сам. Открытие роли музыки в драматическом спектакле — не в качестве «музыкальных номеров» или статичной иллюстрации сюжета, а как действенного элемента спектакля — принадлежит руководителям Художественного театра: впервые в этом качестве она была использована при постановке чеховской «Чайки» в 1898 году. «Открытие, — пишет Н. Таршис, — было настолько грандиозным, основополагающим для рождавшегося режиссёрского театра, что привело на первых порах к крайностям, со временем преодолённым. Абсолютизировалась непрерывная, проникающая всё действие звуковая ткань». В МХТ музыка создавала атмосферу спектакля, или «настроение», как чаще говорили в то время, — чуткий к переживаниям героев музыкальный пунктир, пишет критик, закреплял эмоциональные вехи спектакля, хотя в иных случаях уже и в ранних спектаклях Станиславского и Немировича-Данченко музыка — пошлая, кабацкая — могла использоваться в качестве своеобразного контрапункта возвышенным умонастроениям героев. В Германии в самом начале XX века роль музыки в драматическом спектакле аналогичным образом пересматривал Макс Рейнхардт.
Брехт в своём театре нашёл музыке иное применение, чаще всего в качестве контрапункта, но более сложного; по сути, он вернул в спектакль «музыкальные номера», но номера совершенно особого свойства. «Музыка, — писал Брехт ещё в 1930 году, — важнейший элемент целого». Но в отличие от театра «драматического» («аристотелевского»), где она усиливает текст и доминирует над ним, иллюстрирует происходящее на сцене и «живописует душевное состояние героев», музыка в «эпическом театре» должна трактовать текст, исходить из текста, не иллюстрировать, а оценивать, выражать отношение к действию. С помощью музыки, в первую очередь зонгов, которые у Брехта были и средством эпизации драматического действия, как античный хор, и создавали более широкий фон для локального сюжета пьесы или дополнительный «эффект очуждения» — намеренно разрывали действие, могли, по словам критика, «трезво осадить занёсшийся в отвлечённые сферы диалог», превратить героев в ничтожества или, напротив, возвысить их, в «эпическом театре» анализировался и оценивался существующий порядок вещей. Но одновременно, представляя голос автора или театра, музыка становилась в спектакле началом, обобщающим смысл происходящего, и сколько ни подчёркивал Брехт в своих теоретических статьях вставной характер музыкальных фрагментов, на деле, в спектаклях театра «Берлинер ансамбль», они органично встраивались в ткань если не действия как такового, то спектакля, не только не нарушая его целостности, но нередко и образуя её.

## Практика. Приключения идеи

### «Берлинер ансамбль»
В октябре 1948 года Брехт вернулся из эмиграции в Германию и в восточном секторе Берлина получил наконец возможность создать свой театр — «Берлинер ансамбль». Слово «ансамбль» в названии не было случайным — Брехт создавал театр единомышленников: он привёз с собой группу актёров-эмигрантов, в годы войны игравших в его пьесах в цюрихском «Шаушпильхаузе», привлёк к работе в театре своих давних соратников — режиссёра Эриха Энгеля, художника Каспара Неера, композиторов Ханса Эйслера и Пауля Дессау. В этом театре быстро расцвели молодые дарования, прежде всего Ангелика Хурвиц, Эккехард Шалль и Эрнст Отто Фурманн, но звёздами первой величины стали Елена Вайгель и Эрнст Буш, а чуть позже и Эрвин Гешоннек, как и Буш, прошедший нацистские тюрьмы и лагеря.
Новый театр заявил о своём существовании 11 января 1949 года спектаклем «Мамаша Кураж и её дети», поставленным Брехтом и Энгелем на малой сцене Немецкого театра. В 50-х годах этот спектакль покорил всю Европу, включая Москву и Ленинград: «Люди с богатым зрительским опытом (включающим и театр двадцатых годов), — пишет Н. Таршис, — сохраняют об этой брехтовской постановке память как о сильнейшем художественном потрясении в их жизни». В 1954 году спектакль был удостоен первой премии на Всемирном театральном фестивале в Париже, ему посвящена обширная критическая литература, исследователи единодушно отмечали его выдающееся значение в истории современного театра, — однако и этот спектакль, и другие, ставшие, по словам критика, «блистательным приложением» к теоретическим работам Брехта, у многих оставили такое впечатление, будто практика театра «Берлинер ансамбль» имеет мало общего с теорией его основателя: увидеть ожидали совсем другое. Брехту в дальнейшем не раз приходилось объяснять, что не всё поддаётся описанию и, в частности, «„эффект очуждения“ кажется в описании менее естественным, чем в живом воплощении», к тому же полемический, по необходимости, характер его статей естественным образом смещал акценты.
Сколько ни осуждал Брехт в теории эмоциональное воздействие на зрителей, спектакли «Берлинер ансамбль» вызывали эмоции, — правда, иного рода. И. Фрадкин определяет их как «интеллектуальную взволнованность» — такое состояние, когда острая и напряжённая работа мысли «возбуждает как бы по индукции не менее сильную эмоциональную реакцию». Сам Брехт считал, что в его театре природа эмоций лишь более ясна: они возникают не в сфере подсознательного.
Читая у Брехта, что актёр в «эпическом театре» должен быть своего рода свидетелем на суде, искушённые в теории зрители ожидали увидеть на сцене безжизненные схемы, этаких «докладчиков от образа», а видели живые и яркие характеры, с явными признаками перевоплощения, — и это, как оказалось, тоже не противоречило теории. Хотя правда и то, что, в отличие от ранних опытов, конца 20-х — начала 30-х годов, когда новый стиль исполнения испытывался главным образом на молодых и неопытных, а то и вовсе непрофессиональных актёрах, теперь Брехт мог предоставить в распоряжение своих героев не только божий дар, но и опыт и мастерство актёров выдающихся, прошедших, помимо «школы представления» в Театре на Шиффбауэрдамм, и школу вживания на других сценах. «Когда я видел Эрнста Буша в „Галилее“, — писал Георгий Товстоногов, — в классическом брехтовском спектакле, на сцене колыбели брехтовской театральной системы… я видел, какие великолепные „мхатовские“ куски были у этого замечательного актёра».

#### «Интеллектуальный театр» Брехта
Театр Брехта очень скоро приобрёл репутацию театра по преимуществу интеллектуального, в этом видели его историческое своеобразие, но, как отмечали многие, определение это неизбежно толкуется превратно, в первую очередь на практике, без целого ряда оговорок. Когда теория облекается в слова, отмечал в своё время Питер Брук, начинаются недоразумения, и постановки пьес Брехта, основанные на его теоретических эссе, могут отличаться брехтовской экономичностью, но сильно недотягивают до авторских по богатству чувства и мысли.
Тех, кому «эпический театр» представлялся сугубо рассудочным, спектакли «Берлинер ансамбль» поражали яркостью и богатством фантазии, и в России в них порою действительно узнавали «игровое» вахтанговское начало, как, например, в спектакле «Кавказский меловой круг», где настоящими людьми были только положительные персонажи, а отрицательные откровенно напоминали кукол. Возражая тем, кто считал, что изображение живых людей содержательнее, Ю. Юзовский писал: «Актёр, представляющий куклу, жестом, походкой, ритмом, поворотами фигуры вычерчивает рисунок образа, который по жизненности того, что он выражает, может поспорить с живым образом… И в самом деле, какое разнообразие убийственно-неожиданных характеристик — все эти лекари, приживалы, адвокаты, вояки и дамы! Эти латники с их мёртво мерцающими глазами, олицетворение разнузданной солдатчины. Или „великий князь“ (артист Эрнст Отто Фурманн), длинный, как глиста, весь вытянутый к своему алчному рту, — рот этот как бы цель, всё же прочее в нём средство».
Станиславский, ставя спектакль, главным образом актёр, а я, когда ставлю спектакль, главным образом драматург. …Он идёт от актёра. Для него он изобретает этюды и упражнения, ему он помогает при создании правдивых человеческих образов. С другой стороны, вы можете и от меня услышать, что всё зависит от актёра, но я целиком исхожу из пьесы, из её потребностей...
В хрестоматии вошла сцена облачения папы из «Жизни Галилея», в которой Урбан VIII (Эрнст Отто Фурманн), сам учёный, сочувствующий Галилею, поначалу пытается его спасти, но в конце концов уступает кардиналу-инквизитору. Эту сцену можно было провести как чистый диалог, но такое решение — не для Брехта: «Вначале, — рассказывал Ю. Юзовский, — папа сидит в одном белье, что делает его одновременно и более смешным и более человечным… Он натурален и естествен и натурально и естественно не соглашается с кардиналом… По мере того как его одевают, он становится всё меньше человеком, всё более папой, всё меньше принадлежит себе, всё больше тем, кто сделал его папой, — стрелка его убеждений всё более отклоняется от Галилея… Этот процесс перерождения протекает почти физически, его лицо всё более костенеет, теряет живые черты, всё более костенеет, теряя живые интонации, его голос, пока наконец это лицо и этот голос не становятся чужими и пока этот человек с чужим лицом, чужим голосом не произносит против Галилея роковые слова».
Брехт-драматург не допускал никаких толкований в том, что касалось идеи пьесы; никому не возбранялось видеть в Артуро Уи не Гитлера, а любого другого диктатора, вышедшего «из грязи», а в «Жизни Галилея» — конфликт не научный, а, например, политический — к такой многозначности Брехт сам стремился; но он не допускал толкований в области конечных выводов и, когда увидел, что физики отречение его Галилея расценивают как разумный поступок, совершённый в интересах науки, существенно переработал пьесу; он мог запретить на стадии генеральной репетиции постановку «Мамаши Кураж», как это было в Дортмунде, если в ней отсутствовало то главное, ради чего он эту пьесу написал. Но как пьесы Брехта, в которых часто отсутствуют ремарки, в рамках этой основной идеи предоставляли большую свободу театру, так и Брехт-режиссёр в пределах определённой им «сверхзадачи» предоставлял свободу актёрам, доверяясь их интуиции, фантазии и опыту, и часто просто фиксировал их находки. Подробно описывая удачные, на его взгляд, постановки, удачное исполнение отдельных ролей, он создавал своего рода «модели», но тут же оговаривался: «все, кто заслуживает звания художника», вправе создавать свои собственные.
Описывая постановку «Мамаши Кураж» в «Берлинер ансамбль», Брехт показывал, сколь существенно могли изменяться отдельные сцены в зависимости от того, кто исполнял в них главные роли. Так, в сцене из второго действия, когда за торгом по поводу каплуна между Анной Фирлинг и Поваром зарождаются «нежные чувства», первый исполнитель этой роли, Пауль Бильдт, привораживал Кураж тем, как, не сойдясь с ней в цене, он острием ножа вытаскивал из мусорной бочки протухшую говяжью грудинку и «бережно, словно какую-то драгоценность, хоть и воротя от неё нос», относил её на свой кухонный стол. Буш, введённый на роль повара-ловеласа в 1951 году, дополнил авторский текст игривой голландской песенкой. «При этом, — рассказывал Брехт, — он сажал Кураж к себе на колени и, обняв её, хватал за грудь. Кураж подсовывала ему под руку каплуна. После песенки он сухо говорил ей на ухо: „Тридцать“».
Буш считал Брехта великим драматургом, но не столь великим режиссёром; как бы то ни было, такая зависимость спектакля, а в конечном счёте и пьесы от актёра, который для Брехта — полноправный субъект драматического действия и должен быть интересен сам по себе, как личность, изначально была заложена в теорию «эпического театра», предполагавшего актёра мыслящего. Чем лучше актёр понимает свою задачу на всех уровнях, уточнял последователь Брехта Питер Брук, тем скорее он найдёт верный тон исполнения; для понимания задачи, в свою очередь, необходимо, чтобы актёр ощутил проблему, поднятую пьесой, как личную: только в этом случае появляется потребность поделиться своими заботами со зрителем. Именно эта потребность и подсказывает ему необходимые средства: контакт с публикой требует абсолютной ясности выражения мысли. «Если, следя за крушением старой Кураж, — писал Е. Сурков, — или за падением Галилея, зритель в той же мере следит и за тем, как ведут его по этим ролям Елена Вайгель и Эрнст Буш, то… именно потому, что актёры имеют здесь дело с особой драматургией, где авторская мысль обнажена, не ждёт, чтобы мы восприняли её незаметно, вместе с испытанным нами переживанием, а захватывает своей собственной энергией…»

### Последователи
Идеи Брехта захватили крупнейших театральных режиссёров второй половины XX века. Во Франции первым и далеко не последним его поклонником стал Жан Вилар, открывший в 1951 году свой Национальный народный театр (TNP) двумя программными спектаклями: корнелевским «Сидом» и «Мамашей Кураж» Брехта. Поставленную им на той же сцене в 1960 году, на фоне Алжирской войны, «Карьеру Артуро Уи» пресса оценила как одно из высших достижений современного театрального искусства, упрочившее славу Брехта-драматурга. «Эта шекспировская эпопея, полная крови, грохота, ярости и гротеска, — писала газета „Le Parisien“, — пробуждает в нас ещё жгучие воспоминания. Она к тому же заставляет нас испытывать угрызения совести и более пристально всмотреться в наше время».
При этом и выдающиеся режиссёры, обращаясь к драматургии Брехта, порою терпели неудачи. Ингмар Бергман рассказывал, как ещё в годы Второй мировой войны, услышав на пластинке запись запретной «Трёхгрошовой оперы», в течение двадцати лет мечтал поставить её на сцене: «Я не понимал слов… — вспоминал режиссёр, — но, точно умное животное, я обычно улавливаю интонацию. И сейчас тоже уловил её, проникшую в самую глубь моего сознания, чтобы остаться там навсегда, превратившись в часть моего „я“». И когда наконец он получил возможность поставить пьесу, испытал тяжелейшее разочарование: «…Какой же получился ужасающий компромисс, какая пародия на великий замысел, какое малодушие, какая измена обретённому осмыслению! Я потерпел поражение, ибо был глуп и высокомерен — непробиваемое сочетание в режиссуре».

#### Питер Брук: Брехт как ключ к Шекспиру
Сегодня мы ищем технику двадцатого века, которая могла бы предоставить нам такой же простор для выражения содержания. Как это ни странно, но стихи на сцене перестали быть той универсальной силой, какой они были во времена Шекспира. Однако нашёлся другой приём. Открыл его Брехт. Этот новый приём невероятной выразительности весьма приблизительно называется «очуждением».
О широкой распространённости упрощённого понимания теории Брехта говорил и Питер Брук: немецкого драматурга, по его мнению, поняли так же неправильно, как и Станиславского в своё время, и это непонимание проявлялось, в частности, в исключительно аналитическом, неимпровизационном, «антиактёрском» подходе к репетиции. Революцию, произведённую Брехтом в актёрской игре, Брук сравнивал с той революцией, которую Гордон Крэг ещё в 20-х годах произвёл в визуальной сфере спектакля: поскольку необязательная информация поглощает внимание зрителя за счёт более значительного, Крэг задался вопросом, «чего и сколько нужно, чтобы изобразить на сцене лес», и в итоге обнаружил, что на пустой сцене всё, что необходимо, можно изобразить «при помощи одной палки». Так и в условном театре Брехта для актёра самым сильным средством становится упрощение: «Брехт ввёл в обиход простую и обескураживающую мысль, что „полно“ не должно обязательно означать ни „жизнеподобно“, ни „со всех сторон“». Играя, например, характерную роль, актёр может одной выразительной деталью обозначить характерность или возраст — и получает гораздо больше возможностей сосредоточиться на сущности роли. Чем больше материала предоставляет ему пьеса, в первую очередь У. Шекспир, тем насущнее, по Бруку, становится необходимость свести его в конце концов к чему-то простому. «Вот тут — писал Брук, — и важно помнить о настоятельном брехтовском требовании ясности мысли». Не менее важным для него было и то, что Брехт ввёл понятие интеллектуального актёра, «способного определить ценность собственного вклада».
Для выдающегося английского режиссёра Брехт был в известной мере Шекспиром XX века; он считал, что пройти мимо Брехта уже не может никто, и при этом, к удивлению многих, не поставил ни одной его пьесы. У Брехта-драматурга Бруку казалась недостаточной степень проникновения в глубины человеческой души: сосредоточенный преимущественно на социальных проблемах, Брехт представлялся ему в первую очередь выразителем объективной правды внешнего мира. Но в стремлении возродить в новых условиях театр шекспировского масштаба Брехт-теоретик оказался для Питера Брука естественным союзником: «эпический театр» стал ключом к новым прочтениям Шекспира. Легендарного «Лира», поставленного Бруком в 1962 году (с Полом Скофилдом в главной роли), многие считают крупнейшим брехтовским спектаклем после «Мамаши Кураж» в «Берлинер ансамбль». Система выразительных средств, предложенная Бруком в этом спектакле: обнажённая сценическая площадка, использование при создании декораций и костюмов натуральных фактур (дерева, металла, кожи, холста и т. д.), — впоследствии была взята на вооружение мировым театральным искусством; спектакль оказал значительное влияние и на советскую шекспириану.

#### «Эпический театр» и национальные культуры
Одним из самых ярких и успешных последователей Брехта был создатель миланского «Пикколо-театра» — Джорджо Стрелер. Поставив в 1956 году «Трёхгрошовую оперу» и вызвав восхищение у самого автора, Стрелер не расставался с драматургией Брехта до конца своих дней; событиями в театральной жизни Европы, наряду с лучшими постановками самого автора, стали такие его спектакли, как «Добрый человек из Сезуана» (1958), «Швейк во Второй мировой войне» (1962), «Жизнь Галилея» (1963); он находил применение теории Брехта и в иной драматургии. Но Стрелер возродил в «Пикколо» традиции итальянской комедии дель арте и открытия немецкого драматурга связал с национальной традицией, нередко находя в ней и образы брехтовских персонажей, как в спектакле «Добрый человек из Сезуана», где с пустой сценой, украшенной лишь некоторыми намёками на дом или дерево, резко контрастировали спускавшиеся на облаке из иных миров самодовольные боги, разодетые, как театральные «генералы», в яркие шёлковые костюмы. Мюнхенская «Deutsche Woche» писала в 1962 году: «В Милане Брехта поняли — плодотворно, недогматично, творчески. Тут есть чему поучиться».
На основе идей Брехта Роже Планшон создал свой «Театр де ла сите» (фр. Théâtre de la Cité) в Виллербане, позже удостоенный почётного звания «Национальный народный театр». Секрет успеха оказался тем же; так, по поводу постановки «Швейка» критик писал: «Этот спектакль окончательно опроверг ложные утверждения, будто бы французские режиссёры бездумно копируют Брехта и „Берлинский ансамбль“. Сохраняя исторически конкретный характер брехтовских персонажей и событий, Планшон создал такого Швейка и такую вдову Копецку, которые многими нитями связаны со славным старинным театром гиньоля».
Таким же погружением драматургии Брехта и его теории в национальную культуру Товстоногов объяснял и выдающийся успех «Кавказского мелового круга», поставленного Робертом Стуруа в 1975 году в Тбилисском театре им. Шота Руставели. Если для Брехта Кавказ и Грузия — такие же абстракции, как Китай в «Добром человеке из Сезуана», призванные скорее подчеркнуть, что место действия значения не имеет, то для Стуруа Грузия не была абстракцией; он ощутил близость брехтовского «эффекта очуждения» художественной природе грузинского театра, традиции бериков, и, погружённые в национальный колорит, абстрактные образы обрели плоть, сама пьеса получила дополнительный смысл, а темперамент грузинских актёров зарядил её эмоциональностью. В дальнейшем, так же как и Брук, но на свой лад, Стуруа находил применение брехтовскому «эффекту очуждения» и его интеллектуальной иронии и в шекспировских спектаклях, в частности, в получивших международное признание «Ричарде III» и «Короле Лире»

#### «Берлинер ансамбль» после Брехта
А в театре «Берлинер ансамбль» дело Брехта успешно продолжали Эрих Энгель, его единомышленник ещё с середины 20-х годов, и более молодые ученики — Петер Палич, Бенно Бессон, в дальнейшем переносившие идеи Брехта на другие сцены Германии и не только Германии, и Манфред Векверт, открывая в теории «эпического театра» новые возможности, которые её автор не успел реализовать, в частности, в спектаклях, посвящённых Брехту. Один из них, «Стихи и песни», поставленный Веквертом, предвосхищал «поэтические спектакли» Юрия Любимова: в нём не было драматургии, не было и декораций; актёры читали стихи Брехта, записи из его дневников и афоризмы, порою весьма острые, пели песни на его стихи, но это был, по свидетельству Товстоногова, не концерт, а именно спектакль — «своеобразно организованное сценическое зрелище, объединённое, сцементированное единой художественной волей». Спектакль, стилизованный под берлинское литературное кабаре 20-х годов (причём репертуар от представления к представлению обновлялся), пользовался исключительным зрительским успехом, как и другой, «Покупка меди» (по названию одной из основных теоретических работ Брехта), поставленный молодыми режиссёрами Манфредом Карге и Маттиасом Лангхофом в 1963 году. Спектакль открывался последним актом «Гамлета», играли его в традиционной манере, но действие прерывал загримированный под Брехта актёр, говорил, что сегодня так играть нельзя, и на сцене начиналась репетиция «Гамлета» в стиле «эпического театра», в ходе которой указания Брехта воспроизводились по записям его репетиций и теоретическим статьям. По свидетельству Товстоногова, это был самый кассовый спектакль в Берлине.
Поэтические и иные необычные спектакли Карге и Лангхоф в дальнейшем перенесли и на многие сцены Европы. Вернувшись после долгого отсутствия в родной театр, Карге развивал этот опыт в «Берлинер ансамбль», который по-прежнему остаётся «театром Брехта» и верен своим традициям, по-разному обогащённым Хайнером Мюллером, Робертом Уилсоном, Петером Штайном и Клаусом Пайманом, возглавившим театр в 1999 году.

#### «Эпический» кинематограф
Во Франции после триумфальных гастролей театра «Берлинер ансамбль» в 1954 году наблюдалась, как писали критики, «эпидемия Брехта». Уже в начале 60-х Жан-Люк Годар перенёс принципы «эпического театра» в кинематограф, найдя — прежде всего в фильмах «Жить своей жизнью» (1962) и «Презрение» (1963) — собственные, органичные для этого вида искусства способы «очуждения»: это и совмещение приёмов документального и художественного кинематографа, и титры, намеренно разрывающие действие фильма. Эти титры, так же как зонги и надписи у Брехта, позволяли Годару включить в пространство фильма его создателя, непосредственно высказывать своё отношение к происходящему на экране. О том, какое значение для Годара имел в те годы Брехт, свидетельствует эпизод из фильма «Китаянка» (1967), когда на школьной доске стирают имена всех писателей, кроме Брехта. Созданный Годаром в 1972 году вместе с Ж.-П. Гореном фильм «Всё в порядке» (Tout va bien) был даже частично основан на сочинениях Брехта — «Ме-ти» и «Примечания к опере „Расцвет и падение города Махагони“». Горен обозначил этот фильм, с его вымышленным сюжетом, как поиски нового реализма — в противовес критическому или социалистическому.
Последователями Брехта во французском кинематографе были и режиссёры Жан-Мари Штрауб и Даниэль Юйе, создавшие ряд фильмов дидактического характера, по аналогии с «учебными пьесами» Брехта. Эффект очуждения в их политических фильмах, где литературные тексты, в том числе и тексты Брехта, подавались как документальный материал, превращался в стратегию очуждения, с помощью которой достигался определённый политический эффект. Влияние немецкого драматурга критики отмечали и в документальном кино, прежде всего в фильме Жана Руша «Хроника одного лета» (1960).
На немецкий кинематограф эстетика Брехта оказывала влияние не непосредственно, а через фильмы Годара и Штрауба—Юйе; такое опосредованное влияние критики обнаруживают у представителей «нового немецкого кино» — прежде всего у Райнера Вернера Фасбиндера, чьи фильмы порою перекликались с поздними пьесами Брехта (например, «Замужество Марии Браун» (1978) — с «Мамашей Кураж»), и Александра Клуге. Брехтовской обнажённостью приёмов и прямыми обращениями к зрителям отмечены и фильмы Ханса-Юргена Зиберберга, который ещё в школьные годы снимал на киноплёнку репетиции Брехта в «Берлинер ансамбль».
В последние годы на роль наследника Брехта в кинематографе претендует и Ларс фон Триер. Сближение кинематографических приёмов Триера с эстетикой Брехта наметилось уже в фильме «Танцующая в темноте» (2000) и ещё отчётливее проявилось в «Догвилле» (2003), по свидетельству самого режиссёра, «вдохновлённом Брехтом». Америка в его фильмах так же условна, как Китай или Грузия в пьесах Брехта, он так же намеренно разрушает иллюзию подлинности — уже в применении к кинематографу, обнажая свои приёмы, снимая, в частности, «Догвилль» в условной декорации городка; отказывается от аристотелевского катарсиса, но стремится при этом к своего рода «критическому катарсису».
Примером использования методов «эпического театра» — в первую очередь эффекта очуждения — в кинематографе может служить и стилизованный под театральное представление 20-х годов фильм Геннадия Полоки «Интервенция», снятый в условных декорациях, меньше всего претендующих на создание иллюзии подлинности, и по-брехтовски «остраняющий» события пьесы Льва Славина; хотя сам Полока с помощью афишной тумбы в начале фильма предпочёл сослаться на ближайший отечественный аналог — мейерхольдовский ГосТиМ.

### «Эпический театр» в России
Умный Брехт писал пьесы в расчёте на могучую фантазию будущего постановщика и будущих исполнителей.
В 1930 году Александр Таиров по рекомендации наркома просвещения А. В. Луначарского, видевшего пьесу в Берлине, поставил в своём Камерном театре «Трёхгрошовую оперу», — эта первая постановка пьесы Брехта в России долгие годы оставалась единственной: начавшаяся во второй половине 30-х борьба с «формализмом» исключила его из репертуара советских театров, и вплоть до середины 50-х годов его пьесы на русский язык не переводились. Юзеф Юзовский рассказывал, как весной 1956 года Брехт прислал ему ящик с пьесами, книгами, литературой о нём и с письмом, предлагавшим со всем этим ознакомиться, поскольку в СССР с этим мало знакомы. Соломон Апт, Лев Копелев и сам Юзовский тогда же занялись переводами, однотомник пьес Брехта, приуроченный к гастролям «Берлинер ансамбль», вышел уже в 1956 году, однако найти режиссёров, готовых эти пьесы поставить, оказалось нелегко.
Марк Захаров вспоминал, какое разочарование у него и у многих его соотечественников вызвали пьесы Брехта, когда они в 50-х годах были опубликованы в СССР: «Мы, воспитанные на литературе Достоевского и Толстого, драматургии Чехова и Островского, не могли сразу полюбить этот тенденциозный, почти плакатный пунктир каких-то примитивных действий и слов… Позднее выяснилось, что перед нами не литература в чистом виде, но очень своеобразная театрально-сценарная ткань, которая оживает только на сцене при смелом обращении с ней со стороны актёров и режиссёра».
Весной 1957 года, уже без Брехта, «Берлинер ансамбль», успевший покорить Англию, Францию и Западную Германию, прибыл в СССР, привёз «Мамашу Кураж», «Кавказский меловой круг» и последний спектакль Брехта, завершённый Эрихом Энгелем, — «Жизнь Галилея». Театр приехал в не самое удачное время, когда в Москве антитеатральность, как понимал её ефремовский «Современник», была главным лозунгом дня, и впечатления оказались очень разными — от безоговорочного и восторженного приятия до принципиального отторжения. «Немецкий автор, — пишет Анатолий Смелянский, — был под сильным подозрением и „слева“ и „справа“. Одних смущала его открытая политическая ангажированность, других — рассудочность: на место знакомого „переживания“, полного погружения актёра в образ, как требовалось по канону Станиславского, предлагалось какое-то остранение, выход актёра из образа и даже возможность прямого общения этого актёра с залом…» Даже такой поклонник Брехта, как Ю. Юзовский, принимая его театр и понимая стремление драматурга апеллировать к разуму, всё же считал, что чувства он опасается сверх меры: «Брехт, подтвердивший свою теорию созданием целой драматургии и театра, до такой степени утвердил в них права разума, занимающего там воистину ключевую позицию, что ему, на наш взгляд, нечего опасаться, если зритель в самом деле „расчувствуется“».
Эти разные впечатления тем не менее для всех оказались незабываемыми, и сами гастроли, помимо прочего, будили память: на спектаклях «Берлинер ансамбль» зрители со стажем вспоминали и Вс. Мейерхольда, и Е. Вахтангова, — эти гастроли, пишет Надежда Таршис, стали для российского театра своего рода передаточным звеном, эстафетой завоеваний отечественной сцены 20-х годов. Ещё важнее оказалось другое: москвичей поразило то, что свой метод немецкие актёры объясняли стремлением «противостоять силами искусства тому мутному потоку неосознанных, массовых эмоций и инстинктов, которые многие годы провоцировал и эксплуатировал в своих преступных целях фашизм». Но это откровение настоящие всходы дало позже.
В конце 50-х — начале 60-х годов увлечение Брехтом было налицо: даже бесконечно далёкий от его эстетики Анатолий Эфрос поставил в 1959 году «Сны Симоны Машар». Гастроли «Берлинер ансамбль» возродили, помимо прочего, вкус к активному участию музыки в драматическом спектакле, будили режиссёрскую и композиторскую фантазию; появившийся на российской сцене актёр в чёрном трико и почти непременно с гитарой также был, по словам критика, наивным напоминанием о гастролях берлинского театра — «о насущной условности театра, знаком театральности, равной гражданственности». Однако приживался Брехт в России тяжело: в лучшем случае его пьесы ставили в традициях русского психологического театра, и тогда могли получаться спектакли по-своему замечательные (как, например, «Мамаша Кураж» в Театре им. В. Маяковского, с Юдифью Глизер в главной роли), но никакого отношения к «эпическому театру» не имевшие; в худшем их ставили, слишком примитивно толкуя принципы «эпического театра», в частности, понимая брехтовское дистанцирование как превращение актёра в «докладчика от образа», как простую подмену сценического характера личностью актёра.
Георгий Товстоногов в 1963 году для постановки «Карьеры Артуро Уи» в Большом драматическом театре предпочёл пригласить польского режиссёра Эрвина Аксера, годом раньше поставившего превосходный спектакль в Театре «Вспулчесны» в Варшаве. В этом спектакле, высоко оценённом и зрителями, и критиками, главную роль исполнял Евгений Лебедев, игравший на сцене БДТ Рогожина в «Идиоте» и Монахова в горьковских «Варварах» в лучших традициях «психологического» театра и на удивление органично вписавшийся в эстетику Брехта. «Отношение к образу» здесь постоянно присутствовало в самом образе, ставшем одним из самых ярких созданий актёра: в начале весь обвислый, перекошенный, больше похожий, по словам критика, на обглоданного, шелудивого пса, при этом пса злобного, грызущего свою шляпу в бессильной ярости, по мере продвижения он приобретал некоторую респектабельность и в этой респектабельности становился ещё страшнее. «За его Артуро Уи, — писала Инна Соловьёва, — не встаёт реальность плоти такого-то разорившегося лавочника с такой-то штрассе, реальность плоти служащего имярек, изнемогающего от своей социальной неполноценности… Можно сказать, что за работой Лебедева, по принципу типизации похожей… на античную маску или на гротеск тряпичных вечных образов кукольного театра, стоят не прототипы — живые лица, а прототипы — жизненные процессы. Персонаж чрезвычаен, его конкретность в исключительности, процессы же, за ним открывающиеся зрителю, им типизированные, осмысливаются нами в своих самых общих и объективных чертах».
Это был первый на российской сцене действительно брехтовский спектакль. Но в это самое время в недрах Щукинского училища рождался новый театр, и рождался в истинно брехтовском спектакле «Добрый человек из Сезуана».

#### Любимовская «Таганка»
В том неожиданном для москвичей объяснении, которое дали немецкие актёры своему стилю игры, по А. Смелянскому, и таилась одна из разгадок российского интереса к Брехту: «Опыт страны, пережившей фашизм, опыт художника, сумевшего извлечь из немецкой истории поразительный по силе воздействия театр, подтолкнули Юрия Любимова к самоопределению… Брехт открывал возможность прикоснуться к социальным парадоксам, не доступным прежней сцене». Возглавив в начале 1964 года умирающий Театр драмы и комедии, Любимов повесил в фойе три портрета: Брехта, Вахтангова и Мейерхольда; позже, по настоянию райкома партии, добавил и Станиславского. И если родство любимовской «Таганки» с театром Станиславского для специалистов так и осталось проблематичным, то с поклона портрету Брехта — поклона в прямом и буквальном смысле в прологе спектакля «Добрый человек из Сезуана», перенесённого из Училища им. Щукина на Таганку, — этот театр начинался.
В этом драматурге нас привлекает абсолютная ясность мировоззрения. Мне ясно, что он любит, что ненавидит, и я горячо разделяю его отношение к жизни. И к театру, то есть меня увлекает эстетика Брехта. Есть театр Шекспира, театр Мольера, есть и театр Брехта — мы только прикоснулись к этому богатству. Мне важно также, что Брехт, видимо, близок тому зрителю, которого я могу назвать дорогим мне зрителем.
Всё в этом спектакле соответствовало духу «эпического театра»: актёры в нём были заинтересованными свидетелями, они рассказывали и показывали, характер создавался двумя-тремя штрихами, и такой способ игры, пишет критик, не снижал ни драматизма событий, ни зрительского соучастия, тем более что эстетика Брехта здесь была приправлена — в лице исполнительницы главной роли Зинаиды Славиной — «привычной русской сердечностью и эмоциональностью». Оформление было сведено к минимуму: место действия обозначали вывески. Два парня, один с гитарой, другой с аккордеоном (Анатолий Васильев и Борис Хмельницкий), представляли «хор», с помощью зонгов на стихи Брехта и не только Брехта задавали в этом спектакле тон и ритм и одновременно, по словам Смелянского, выводили его на новый уровень, заражая зал темпераментом «освобождающейся, прозревающей мысли», особенно активно прозревавшей при исполнении зонга «Шагают бараны в ряд», не предназначенного Брехтом для «Доброго человека». С этого спектакля начиналась не только любимовская «Таганка», но и целая эпоха российского театра.
Два года спустя в «Жизни Галилея» Любимов ещё более наглядно продемонстрировал, что для него важно не то, что Брехт написал, а то, ради чего он писал: поставленный на исходе «оттепели» спектакль откликался скорее на актуальные проблемы советской действительности. Брехт однажды обмолвился, что хороший спектакль похож на коллоквиум, и об этом режиссёр вспомнил в «Жизни Галилея»: если сам автор в пьесе выносил своему герою однозначный приговор, то в спектакле Любимова два хора спорили о Галилее. Получился суд, по мнению критика, менее вдумчивый, но более трагичный, чем того хотел Брехт: «Трагичный, — писала М. Строева в 1966 году, — потому, что театр не торопится осудить Галилея… Он хочет его понять, как понял бы своего современника. Увы, его дилеммы слишком живы». Брехт видел причину отречения Галилея в его привязанности к «земным наслаждениям», таким — открытым всем радостям земным, и отнюдь не низменным, весёлым и жизнелюбивым, знающим цену и хорошему вину, и остроумной мысли, — играл Галилея Эрнст Буш в спектакле «Берлинер ансамбль». Ничего этого не было в Галилее Владимира Высоцкого: для Любимова намного важнее личных оказались причины внешние — наступающая реакция. Не то чтобы он снимал ответственность с индивидуума — финальный монолог Галилея (его самоосуждение) никуда не делся; но ключевыми для Любимова оказались другие слова Брехта: «Несчастна та страна, в которой нет героев». — «Нет, несчастна та страна, которая нуждается в героях».
Пьес Брехта Любимов поставил не много, но, как и сам Брехт, он находил принципам «эпического театра» более широкое применение: их, как по учебнику, можно было изучать, например, на стилизованном под народное представление спектакле «Десять дней, которые потрясли мир» по мотивам книги Джона Рида — спектакле, который начинался на улице перед театром, продолжался в фойе и, достигнув наконец сцены, не утрачивал свой «уличный» характер, раздвигал временные и пространственные рамки, в том числе и с помощью зонгов на стихи, никакого отношения к событиям 1917 года не имевшие, превращал историческое событие в притчу, выбирая из него, по словам критика, «зёрна общечеловеческого, если не вечного».
Одной из важных особенностей театра Любимова стали так называемые «поэтические спектакли», не имевшие драматургической основы, сотканные из стихов и песен и вместе с тем представлявшие собой сценическое зрелище: «Послушайте!» о В. Маяковском, «Товарищ, верь…» об А. С. Пушкине, «Павшие и живые» о поэтах-фронтовиках. И хотя это были совершенно оригинальные спектакли, Любимов и здесь первопроходцем не был — «Берлинер ансамбль» его опередил: в эпическом театре Брехта, как театре «рассказывающем», изначально была заложена и такая возможность.

#### «Плодотворный принцип с широким диапазоном применения»
«Мы… драматургию Брехта долго не могли раскусить именно потому, что попали в плен предвзятой мысли о невозможности соединить нашу школу с его эстетикой».
 «Характер, перевоплощение Брехтом не отменяются. Напротив, поиск очуждения даёт возможность точнее производить отбор предлагаемых обстоятельств и выверять точность этого отбора, отметая лишнее, случайное».
Если любимовская «Таганка» стала самым ярким воплощением той тенденции, которая противопоставляла себя «мхатовской» традиции, тем более откровенно, чем меньше МХАТ 50—60-х годов мог претендовать на прогрессивную роль в театральном процессе, то Георгий Товстоногов считался наследником Станиславского и Немировича-Данченко по прямой линии. Он защищал учение основателей МХТ и на сцене Большого драматического, и в многочисленных публикациях — от тех, кто отождествлял метод Станиславского с практикой умирающего МХАТа и не желал видеть в нём такой же «плодотворный принцип с широким диапазоном применения», какой режиссёры вновь обрели в вахтанговской школе. И тем не менее: «Выросший из мхатовского корня, — пишет А. Смелянский, — он хорошо усвоил всё, что можно было у Мейерхольда и Таирова. Он очень рано понял, какие возможности открывает брехтовская „поправка“ в искусстве актёра».
Для Товстоногова эстетика Брехта была таким же плодотворным принципом с таким же широким диапазоном применения. Никому из критиков не пришло на ум искать следы «эпического театра», например, в легендарных товстоноговских «Мещанах», с их намеренно натуралистическим, вплоть до скрипящей двери, оформлением, и тем не менее они там были. Желая представить в спектакле не отдельных людей, а «жизненное явление» и заставить зрителя увидеть его широко, увидеть «не непосредственно, а опосредованно», Товстоногов не мог не обратиться к арсеналу «эпического театра»: «Чтобы сохранить эту дистанцию, один из компонентов спектакля обязательно должен всё время как бы возвращать зрителя в исходное положение, заставляя его на всё смотреть со стороны. Таким компонентом в нашем спектакле стала музыка… Балалайка или мандолина, исполняющие нехитрую мелодию „жестокого“ романса или песенку городских окраин, врываются в действие нашего спектакля каждый раз неожиданно, давая возможность зрителям точнее оценить происходящее. Музыка здесь призвана создать тот эффект очуждения, о котором пишет в своей театральной теории Брехт».
Как и Брук, Товстоногов считал, что современный театр немыслим без учёта наследия Брехта: «Брехтовское очуждение, — писал он, — даёт возможность определить в каждом отдельном случае закон, по которому выстраивается способ общения актёра со зрительным залом». Как и Брук, Товстоногов не поставил ни одной пьесы Брехта, вызывая этим такое же удивление: ведь он ставил пьесы гораздо менее интересные. Но, всегда тяготевший к эпическому театру — не в том конкретном смысле, какой вложил в эти слова Брехт, а в более широком, который исповедовал далёкий от эстетики Брехта Вл. И. Немирович-Данченко (повествовательность в его спектаклях никак не связывалась с эффектом очуждения), Товстоногов к помощи немецкого теоретика так или иначе прибегал во многих своих спектаклях, в том числе и в единственном шекспировском — «Король Генрих IV». Что же касается «Истории лошади» по повести Л. Толстого «Холстомер», то до «эпического театра» Брехта здесь не всегда дотягивали разве что музыкальные фрагменты, всё остальное в этом спектакле было: «По-брехтовски, — писал К. Рудницкий, — совершенно откровенна свобода, с которой актёры то сливаются с персонажами, то, будто от них отстраняясь, комментируют горько и трезво их помыслы и поступки, то имитируют лошадиные повадки, а то вдруг снова очеловечивают свои роли». И музыка в этом спектакле превратилась в идеального переводчика, позволявшего режиссёру говорить на двух языках — лошадином и человеческом, говорить не только о лошадиной жизни и смерти, но и о жизни и смерти вообще.
В России, куда Брехт пришёл с запозданием, его идеи осваивали ускоренно и сумбурно; советский театр, во второй половине 50-х годов только начинавший возрождаться после 20-летнего застоя, оказался к нему не готов. И в настоящее время нередки постановки, в том числе и пьес Брехта, в которых за внешними признаками «эпического театра» у режиссёра и актёров отсутствует то главное, ради чего он был создан, — гражданская позиция или этические ценности. Но в конечном счёте, по-разному освоенные разными художниками, открытия Брехта вместе с опытом корифеев советской режиссуры составили культурную основу и для новейших поисков — как в режиссёрском, так и в актёрском искусстве.